# Bernat de Vallespirans
Fra Bernat de Vallespirans fou abat del monestir de Sant Esteve de Banyoles entre 1300 i 1333. Va succeir el seu oncle fra Arnau de Vallespirans (abat entre 1279 i 1300). Fra Bernat va haver de concedir la Carta Municipal de Banyoles l'abril de 1303, forçat per l'arbitratge d'Eymeric d'Usall, familiar del rei Jaume el Just. Malgrat aquest document, l'abat va xocar en multitud d'ocasions amb els representants de la vila, i va intentar evitar quan es van produir les epidèmies de 1333, apel·lant al dret de remença, la fugida de banyolins a la parròquia de Sant Andreu de Mata, on el mateix Eymeric d'Usall estava permetent la construcció d'una nova Banyoles, agraciada amb el mateix estatus, pel que fa a les llibertats dels seus habitants, que Barcelona.
Bernat de Vallespirans va apel·lar al rei Alfons el Benigne, del qual ell era confessor, i Eymeric, al príncep Pere, futur Pere el Cerimoniós. Malgrat que el rei va donar suport a l'abat, la mort d'aquest el dia 29 de desembre de 1333 va permetre que el seu successor, fra Ramon de Coll, s'avingués a eliminar la remença, amb la qual cosa, els banyolins foren lliures de marxar de la seva ciutat.
La sepultura de fra Bernat de Vallespirans és de les poques que s'han conservat en el claustre del monestir de Sant Esteve de Banyoles.